# Picos Witte
Os Picos Witte são uma linha de cerca de quatro nunataks tendendo na direção sudoeste-nordeste, se erguendo 15 milhas náuticas (28 km) a oeste dos Nunataks Stein na parte norte da Serrania Ahlmann na Terra da Rainha Maud. Descobertos pela Expedição Antártica Alemã sob o comando de Ritscher, 1938–39, receberam o nome de Dietrich Witte, mecânico de motor na expedição. Mapeados pela Expedição Antártica Norueguesa-Britânica-Sueca (NBSAE), 1949-52.